# Động đất Charlevoix 1870
Động đất Charlevoix 1870 (tiếng Anh: 1870 Charlevoix earthquake) là trận động đất xảy ra vào lúc 16:30 (theo giờ địa phương), ngày 20 tháng 10 năm 1870. Trận động đất có cường độ 6.6 richter, không rõ tâm chấn độ sâu. Hậu quả, trận động đất đã làm 6 người thiệt mạng.